# Val di Fiemme
Le val di Fiemme (en allemand Fleimstal) est une vallée italienne située dans les Dolomites à une soixantaine de kilomètres de Trente et une quarantaine de Bolzano (altitude de 1 000 m à plus de 2 300 m). C'est une vallée latérale de la vallée du fleuve Adige refermant le bassin moyen de l’Avisio.
Son vaste domaine skiable lui a permis d'organiser les compétitions des championnats du monde de ski nordique en 2003 et 2013 ainsi que la coupe du monde de ski de fond 2006.
Les principales localités sont :
- Capriana, Valfloriana aux confins de Cembra ;
- Castello-Molina di Fiemme ;
- Cavalese (chef-lieu) Daiano, Carano, Varena ;
- Tesero, Panchià, Ziano di Fiemme et Predazzo.

## Histoire
La situation géographique du val di Fiemme lui a permis de conserver une indépendance vis-à-vis des différents pouvoirs qui se sont succédé dans les États limitrophes.
Des vestiges romains datant du Ier siècle av. J.-C. atteste un contact avec la Rome antique.
En 1111, par un document signé par l'évêque-prince  de Trente, la vallée est reconnue autonome. En 1314, le privilegio Enriciano donne aux habitants de Fiemme la propriété collective directe de leurs terres, forêts et pâturages et la liberté de leur exploitation. Pour organiser au mieux l'exploitation de leur terre et surtout de la forêt, les habitants de Fiemme s'organisent alors en communauté la Magnifica Comunità di Fiemme qui regroupe les seuls habitants de la vallée : les vicini.

### LaMagnifica Comunità di Fiemme
Elle est dirigée selon un système de démocratie directe, les vicini de chaque village élisent un regolano qui représente son village au conseil d'administration de la vallée. Si les grands procès judiciaires restent sous la direction de la principauté épiscopale de Trente, les procès civils et l'organisation économique de la vallée sont du domaine de la Comunità. Ce statut perdure jusqu'au début de XIXe siècle et l'invasion bavaroise. En 1807, les anciennes lois sont abolies et durant un siècle et demi, les habitants de la vallée, malgré des demandes réitérées pour conserver leur ancien statut, vont devoir se soumettre aux règles administratives en vigueur. En 1952, la loi spéciale pour les régions montagneuses confirme l'unité et l'indivisibilité du patrimoine de la Comunità di Fiemme.

## Ressources

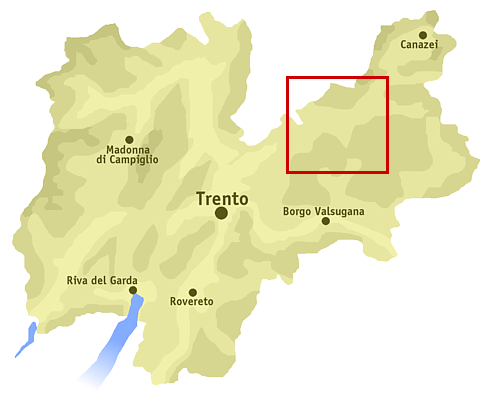
Situation du Val di Fiemme dans la province autonome de Trente.

Les principales ressources du val di Fiemme sont le tourisme et l'exploitation forestière.

### Stations de sports d'hiver
Dans un très vaste domaine skiable (l’axe Fiemme-Obereggen comporte presque 500 remontées mécaniques), le val di Fiemme est un important centre de sports d'hiver.
Comportant plus de 150 km de pistes balisées, le val di fiemme est aussi un important centre de ski de fond, qui accueille régulièrement des épreuves de Coupe du monde de ski de fond et de combiné nordique. Depuis 2007 s'y tient l'étape final du Tour de Ski, qui se termine par la montée d'une piste de ski alpin à l'Alpe Cermis.
La station a accueilli les Championnats du monde de ski nordique 1991, de 2003, et de 2013.
Chaque année depuis 1971, Cavalese organise la Marcialonga, une course de ski de fond de 70 km entre Moena et Cavalese.

### Exploitation forestière
Sur ses 45 000 hectares, près de 24 000 hectares sont couverts de forêts dont l'exploitation est gérée par la Comunità. Les forêts sont constituées majoritairement d'épicéas, mais on y trouve aussi du sapin, du mélèze et du pin. Certains bois possèdent une qualité acoustique qui les font préférer pour la facture de violon.

### Intérêt géologique
Le val di Fiemme possède un intérêt géologique certain : on y trouve trace d'un ancien volcan, de fossiles et des minéraux qui ont pris le nom des toponymes locaux (monzonite, pedrazzite, fassaïte).

## Sources
- Val di Fiemme dans discoveryalps
- Une communauté moderne vivant de la forêt: La Magnifica Comunità di Fiemme en Italie, Archives des documents de la FAO